# Aniek Nouwen
Aniek Nouwen (Helmond, Países Bajos; 9 de marzo de 1999) es una futbolista neerlandesa. Juega como defensora en el A.C. Milan de la Serie A de Italia. Es internacional con la selección de los Países Bajos.

## Trayectoria
En 2016, Nouwen se unió al PSV de la Eredivisie de los Países Bajos, donde acumuló 108 partidos y 19 goles. En 2017 y 2018, fue subcampeona de la KNVB Women's Cup, la copa de fútbol femenino de los Países Bajos.
El 12 de mayo de 2021, fichó por tres años con el Chelsea. La defensora se unió al equipo en la temporada 2021-22.

## Selección nacional
Nouwen jugó para la selección holandesa sub-17 en los partidos clasificatorios para el Campeonato Europeo Sub-17 de 2014-15 y 2015-16. En ambas ocasiones, el equipo naranja no logró clasificar al campeonato. También jugó en la categoría sub-19 en el Campeonato Europeo Sub-19 de 2017 y 2018. En 2017, el equipo llegó a las semifinales donde perdió 3-2 ante España. En 2018, fue eliminado en la fase de grupos por diferencia de goles. Nouwen jugó todos los partidos en ambos torneos. En 2018, Nouwen fue convocada para disputar la Copa Mundial Sub-20 de 2018. Una vez más, estuvo presente en todos los partidos del torneo. La selección holandesa fue eliminada en cuartos de final tras caer 2-1 ante Inglaterra.
El 4 de marzo de 2019, Nouwen debutó con la selección mayor de los Países Bajos, jugando 63 minutos como titular en la derrota 1-0 ante Polonia. Dos días después, el 6 de marzo, registró su segundo partido internacional cuando reemplazó a Siri Worm en el minuto 66 del partido contra China.
El 23 de octubre de 2020, anotó su primer gol con la selección naranja en la victoria 7-0 sobre Estonia que vio al equipo clasificarse para la Eurocopa Femenina 2022.

## Estadísticas

### Clubes
| Club                | País         | Año             |
| ------------------- | ------------ | --------------- |
| PSV                 | Países Bajos | 2016 - 2021     |
| Chelsea             | Inglaterra   | 2021 - 2022     |
| A.C. Milan (cedida) | Italia       | 2023 - presente |